# Underclass Hero
Albums de Sum 41
Chuck
(2004) 8 Years of Blood, Sake, and Tears: The Best of Sum 41
(2008)
Underclass Hero est le cinquième album du groupe Sum 41. Il est sorti le 23 juillet 2007 en France, et le 24 juillet en Amérique du Nord. March of the Dogs a servi à faire la promotion de l'album et les chansons Underclass Hero, Walking Disaster et With Me ont été les trois singles de l'album. Il est notable qu'il est le premier album sans le guitariste Dave Baksh.

## Liste des pistes
1. Underclass Hero - 3:14 (Deryck Whibley/Steve Jocz)
2. Walking Disaster  - 4:46 (Deryck Whibley)
3. Speak of the Devil  - 3:58 (Deryck Whibley/Steve Jocz)
4. Dear Father  - 3:52 (Deryck Whibley)
5. Count Your Last Blessings  - 3:03 (Deryck Whibley/Cone McCaslin)
6. Ma Poubelle  - 0:55 (Steve Jocz)
7. March of the Dogs  - 3:09 (Deryck Whibley/Cone McCaslin)
8. The Jester - 2:48 (Steve Jocz)
9. With Me  - 4:51 (Deryck Whibley)
10. Pull the Curtain  - 4:18 (Deryck Whibley/Steve Jocz/Cone McCaslin)
11. King of Contradiction - 1:40 (Steve Jocz/Cone McCaslin)
12. Best of Me  - 4:25 (Deryck Whibley)
13. Confusion and Frustration in Modern Times  - 3:46 (Deryck Whibley)
14. So Long Goodbye  - 3:01 (Deryck Whibley/Steve Jocz/Cone McCaslin)

### Bonus
- Look at Me -4:03 (chanson cachée, débutant après 2 minutes ; absente des éditions dématérialisées ou comportant d'autres pistes bonus)
- No Apologies - 2:58 - sur les éditions en:  Australie;  Royaume-Uni;  Japon
- This Is Goodbye - 2:28 - sur l'edition du  Japon
- Take a Look at Yourself - 3:24 - uniquement disponible sur iTunes

## Musiciens
- Deryck Whibley - chant, guitare et piano
- "Cone" - basse
- "Stevo" - batterie